# 凯瑟琳·皮姆
凯瑟琳·皮姆（英語：Catherine Pym，1921年8月9日—2018年3月28日），澳大利亚女子击剑运动员。她曾代表澳大利亚参加1950年大英帝国运动会击剑比赛，获得女子个人花剑铜牌。